# Dospei, Sofia
Dospei (în bulgară Доспей) este un sat în comuna Samokov, regiunea Sofia,  Bulgaria. 

## Demografie
Componența etnică a satului Dospei
     Bulgari (93,96%)
     Nicio identificare (6,03%)
     Altele (0%)
La recensământul din 2011, populația satului Dospei era de 613 locuitori. Din punct de vedere etnic, majoritatea locuitorilor (93,96%) erau bulgari. Pentru 6,03% din locuitori nu este cunoscută apartenența etnică.